# Sevenig (Our)
Sevenig (Our) là một đô thị ở huyện Bitburg-Prüm, trong bang Rheinland-Pfalz, phía tây nước Đức. Đô thị Sevenig (Our) có diện tích 5,92 km², dân số thời điểm ngày 31 tháng 12 năm 2006 là 61 người.